# 1023 Thomana
1023 Thomana är en asteroid i huvudbältet  som upptäcktes den 25 juni 1924 av den tyske astronomen Karl Wilhelm Reinmuth. Dess preliminära beteckning var 1924 RU. Asteroiden namngavs senare efter pojkkören vid Thomaskyrkan i Leipzig, som kallades ”Thomaner”.
Thomanas senaste periheliepassage skedde den 30 augusti 2021. Dess rotationstid har beräknats till 17,56 timmar.